# Caroline O'Neill
Pour les articles homonymes, voir Caroline et O'Neill.
Caroline O'Neill, née en 1958 à Blackpool en Angleterre, est une actrice britannique.

## Filmographie
- 1987 : Assert Yourself (mini-série documentaire)
- 1990 : Coasting (série télévisée) : Josie
- 1991 : Grange Hill (série télévisée) : Susan (4 épisodes)
- 1992 : B & B : Michelle
- 1992 : Framed (mini-série) : WPC
- 1993 : Screen Two (série télévisée) : la femme au foyer
- 1993 : The Detectives (série télévisée) : l'assistante de production
- 1993 : Body & Soul (mini-série) : Leila (4 épisodes)
- 1994 : Love Hurts (série télévisée) : W.P.C.
- 1994 : Men of the World (série télévisée) : Margaret
- 1995 : Chiller (série télévisée) : l'agent d'Étar
- 1995 : Shine on Harvey Moon (série télévisée) : la sœur de Ward
- 1997 : Inspecteur Frost (A Touch of Frost) (série télévisée) : Maggie Hoxton
- 1997 : The Investigator (téléfilm) : Laura Daniels
- 1998 : Maisie Raine (série télévisée) : la professeure
- 1998 : The Cops (série télévisée) : Shelley Bloors
- 1998 : Birds of a Feather (en) (série télévisée) : l'infirmière
- 1998 : The Things You Do for Love: I Still Believe (téléfilm) : Mags
- 1999 : The Lakes (série télévisée) : W.D.C. Cowan
- 1999 : Wing and a Prayer (série télévisée) : Lisa Williams
- 1999 : Where the Heart Is (série télévisée) : Janet Lewis
- 1999-2000 : Queer as Folk (série télévisée) : Janice Maloney (9 épisodes)
- 2001 : Peak Practice (série télévisée) : Susie Horsefield
- 2001 : Meurtres en sommeil  (Waking the Dead) (série télévisée) : Linsey Carr (2 épisodes)
- 1985-2001 : Coronation Street (série télévisée) : Andrea Clayton (41 épisodes)
- 2002 : Blood Strangers (téléfilm) : Jenna Albury
- 1994-2002 : EastEnders (série télévisée) : Claire / D.C. Cornwall (2 épisodes)
- 2002 : Always and Everyone (série télévisée) : Karen Wilson
- 2002 : The Stretford Wives (téléfilm) : Janet Foster
- 2003 : Behind Closed Doors (téléfilm) : Nikki Goodwin
- 2003 : This Little Life (téléfilm) : infirmière Babs
- 2003 : Cutting It (série télévisée) : Davinia Lush
- 2003 : The Eustace Bros. (série télévisée) : Angela Marr
- 2003 : Hear the Silence (téléfilm) : Anna Hoskins
- 2003 : Wire in the Blood (série télévisée) : Joanna Draper
- 2004 : Fat Friends (série télévisée) : Mandy
- 2004 : The Last Detective (série télévisée) : l'officier de permanence
- 2004 : No Angels (série télévisée) : Lindsay Foster
- 2005 : Family Affairs (série télévisée) : Pamela Hargreaves (20 épisodes)
- 2006 : Murder City (série télévisée) : Liz Fielding
- 2006 : Jane Hall (mini-série) : Karen Kershaw (6 épisodes)
- 2006 : Robin Hood (série télévisée) : Megan
- 2005-2007 : The New Worst Witch (série télévisée) : Miss Constance Hardbroom (26 épisodes)
- 2007 : The Bad Mother's Handbook (téléfilm) : Mary Beattie
- 2007 : Mum's Gone Gay (téléfilm) : Mum
- 2007 : City Lights (série télévisée) : Karen Hutchinson
- 1992-2007 : Heartbeat (série télévisée) : Brenda Jepson / Vera Lomax / WPC Rachel Benson (3 épisodes)
- 2008 : Inspecteur Lewis (série télévisée) : Susan Chapman
- 2008 : Hercule Poirot (série télévisée) - La Troisième Fille : Nanny Lavinia Seagram
- 2009 : The Royal (série télévisée) : Ruth Thake
- 2009 : Blue Murder (série télévisée) : Linda Taylor
- 2009 : The Execution of Gary Glitter (téléfilm) : Kelly Andrews
- 1990-2010 : The Bill (série télévisée) : Clarinda Blake / Sandra Marks / Chrissy Rowan (8 épisodes)
- 2010 : The Inbetweeners (série télévisée) : la mère du modèle
- 2010 : Accused (série télévisée) : Mrs. Patterson
- 2000-2010 : Holby City (série télévisée) : Deborah McDowdy / Sarah Pearson / Layla King (4 épisodes)
- 2010 : Upstairs Downstairs (série télévisée) : Mrs. Proude
- 2012 : Whitechapel (série télévisée) : Trisha Ingall (2 épisodes)
- 2012 : Lip Service (série télévisée) : Caroline
- 2012 : Monroe (série télévisée) : Amanda Bushnall
- 2013 : Miss Marple (série télévisée) : Passer-By
- 2014 : Inspecteur George Gently (série télévisée) : Katherine Thomas
- 2014 : Undeniable (en) (mini-série) : Jo Haywood
- 2014 : Happy Valley (série télévisée) : Lynn Dewhurst
- 2009-2015 : Waterloo Road (série télévisée) : Mrs. Bryant / Social Worker / Georgina Weekes (5 épisodes)
- 2015 : Urban Hymn : Fiona
- 2015 : Doc Martin (en) (série télévisée) : Alice Bell
- 2015 : Unforgotten (série télévisée) : Joanna Bridges
- 2015 : Cuffs (mini-série) : Pearl
- 2000-2016 : Doctors (série télévisée) : Celia Whitbeck / Jean Dobbs / Cindy Redmond (8 épisodes)
- 2016 : Our Girl (série télévisée) : Stella
- 2016 : Last Tango in Halifax (série télévisée) : Janice (2 épisodes)
- 2013-2018 : Les Enquêtes de Morse (Endeavour) (série télévisée) : Win Thursday (19 épisodes)
- 2012-2018 : Casualty (série télévisée) : Lauren Maey / Wendy Bange / Maria Eldon (3 épisodes)
- 2020 : The A Word (série télévisée) : Pauline
- 2020 :  Les enquêtes de Vera - Pari perdant - saison 10, épisode 4 : Kathy Bennions
- 2021 :  Les Enquêtes de Morse (Endeavour) (série télévisée) : Win Thursday
- 2023 :  Les Enquêtes de Morse (Endeavour) (série télévisée) : Win Thursday